# Língua afenmai
Afenmai ou Ieque, é uma língua edoide falada no Edo, Nigéria, pelo afenmais. Nem todos os falantes reconhecem o nome Yekhee; alguns usam o nome do distrito Etsako.
Anteriormente, o nome usado pela administração colonial britânica era Kukuruku, supostamente em homenagem ao grito de guerra "ku-ku-ruku", agora considerado depreciativo.
Afenmai é incomum por supostamente ter uma fricativa alveolar surda como o equivalente "tenso" da batida sonora "frouxa" /ɾ/ (compare [aɾ̞̊u] 'chapéu' e [aɾu] 'piolho'), embora em outras descrições seja descrito simplesmente como uma fricativa e analisado como o equivalente "frouxo" da oclusiva surda "tensa" /t/.
Etsako, um dialeto do próprio Edo, tem seus próprios dialetos que são amplamente divididos nos dialetos Iyekhe e Agbelọ, sendo o dialeto ieque o mais falado.

## Fonologia
As vogais são /i e ɛ a ɔ o u/. As vogais longas e o grande número de ditongos na língua são derivados de sequências de vogais curtas, muitas vezes da elisão opcional de /l/.
Afenmai tem um sistema complexo de alterações morfotonêmicas baseado em dois tons fonêmicos, alto e baixo. No nível da superfície, há cinco tons distintos: alto, baixo, decrescente, crescente e médio. O tom médio é o resultado da descida de um tom alto após um tom baixo. Os tons de contorno (crescentes e decrescentes) ocorrem em vogais longas ou ditongos, a partir de uma sequência de alto+baixo ou baixo e alto, ou em vogais curtas produzidas pela contração de uma vogal longa ou ditongo. Tons ascendentes são bastante incomuns, pois tendem a ser substituídos por tons altos, baixos ou médios.
As consoantes do dialeto equipeli são:
| BL   | LD     | D | Av     | PA      | Ve    | LV            |
| ---- | ------ | - | ------ | ------- | ----- | ------------- |
| mː m |        |   | n      | (ɲ)     |       |               |
| b p  |        |   | t(ː) d |         | kː ɡː | k͡pː k͡p ɡ͡bː ɡ͡b |
|      |        |   | ts dz  | (tʃ dʒ) |       |               |
|      | f v(ː) | θ | s      | (ʃ)     | x ɣ   |               |
| ʋ    |        |   | l      | j       |       | w             |
|      |        |   | ɾ      |         |       |               |

As consoantes marcadas como longas foram analisadas de várias maneiras, incluindo 'tensas' ou 'fortis' e pareadas com parceiras 'lax' ou 'lenis', embora não haja base fonológica para agrupar as supostas consoantes 'longas', ou para associá-las a consoantes 'curtas' específicas. Os casos claros são /k͡pː ɡ͡bː mː/, que são duas vezes mais longos que /k͡p ɡ͡b m/ mas de outra forma idênticos em um espectrograma. /kː ɡː/ são também duas vezes mais longos que /x ɣ/. No entanto, alveolar /t/ é apenas um pouco mais longo que o dental /θ/, e enquanto /v/ é maior que /ʋ/, isso é esperado para uma fricativa em comparação com uma aproximante.
As consoantes pós-alveolares são alófonas das alveolares antes de /i/ mais outra vogal, onde /i/ caso contrário se tornaria [j], como em /siesie/ [ʃeʃe] 'ser pequeno'. Na adição, /ts/ torna-se opcionalmente [tʃ] antes de um único /i/, como em /itsi/ 'porco' ( [itsi] ~ [itʃi]). As outras consoantes alveolares não apresentam essa variação, a menos que o ambiente de ativação seja fornecido dentro de uma palavra prosódica: /odzi/ 'caranguejo' ( [odzi] em forma de citação) > /odzi oɣie/ 'o caranguejo-rei' ( [odʒoɣje]). (Os sons transcritos com ⟨ʃ ʒ ɲ⟩ pode realmente estar mais próximo de [ɕ ʑ nʲ] .)
Assim de /p ts dz θ/, essas consoantes aparecem em todos os dialetos de Afenmai investigados por Elimelech (1976). /p/ está ausente do dialeto Uzairue, sendo substituído por /f/, e é bastante raro na maioria dos outros dialetos. /ts dz/ são fricativizadas para /s z/ nos dialetos Aviele e Uneme do Sul. /θ/ é retraído para /ɹ̝̊/ na maioria dos outros dialetos, como em [aθu ~ aɹ̝̊u] 'chapéu'.

## Ortografia
A B C CH D E Ẹ F G GB GH GW I J K KH KP KPH KW L M MH N NW NY O Ọ P R S SH T TH TS U V VH W Y Z.

## Frases
| Etsako                  | Português                   |
| ----------------------- | --------------------------- |
| Moo!                    | Bom trabalho                |
| Abee!/See!              | Olá (Como vai?)             |
| O somi/O chi            | É bom. (resposta)           |
| Na ẹgbia                | Bom dia                     |
| Na ẹlẹ                  | (resposta)                  |
| Agbelọ                  | Bom dia                     |
| Agbe                    | (reposta)                   |
| U vhẹẹ ze?              | Espero que você esteja bem. |
| Eli                     | Sim                         |
| U lẹ guẹ?               | Você dormiu bem?            |
| A kpẹmi                 | Nós damos graças            |
| Moo ota / Oviẹna / Togi | Boa tarde                   |
| Moo ogode / Obugala     | Boa noite                   |
| O ki akọ / O kila akhuẹ | Boa noite, até amanhã       |
| O ki la                 | Tchau                       |
| O ki idegbe             | Até mais tarde              |
| Lẹ khia / Guẹ khia      | Vá bem.                     |
| R'ẹlo ku egbe           | Tome cuidado.               |

As frases comuns em etsako mostrando variações dialetais entre ieque e agbelo:
| Português                 | Ieque            | Agbelo             |
| ------------------------- | ---------------- | ------------------ |
| Eu estou chegando.        | I bade           | Mi aa balẹ         |
| Onde você está?           | Obo u ya?        | Obo u la?          |
| Para onde você está indo? | Obo u ye?        | Obo u aa ye?       |
| O que você quer?          | Eme u kele?      | Elọ u aa nono?     |
| Este é meu irmão          | Iyọkpa mẹ ki ọna | Inyọguo mẹ kh' ọna |
| Estou com fome            | Osami ọ gbe mẹ   | Okiami o aa gbe mẹ |